# المرصد المداري للكربون 2
«المرصد المداري للكربون 2» (أوه سي أوه 2) هو قمر صناعي أمريكي تابع لوكالة ناسا ومُخصص لدراسة العلوم البيئية أُطلق في 2 يوليو 2014. يُعتبر بديلًا للمرصد المداري للكربون الذي فُقد بعد إطلاق فاشل عام 2009. وهو ثاني مرصد ناجح بدقة عالية (أعلى من 0.3%) مخصص لرصد ثاني أكسيد الكربون بعد قمر رصد الغازات الدفيئة الصناعي (جوسات).

## خلفية حول المهمة
بُني قمر أوه سي أوه 2 الصناعي من قبل شركة «أوربيتال ساينسيز كوربوريشن»، استنادًا إلى نظام «إل إي أوه ستار 2». تُستخدم هذه المركبة الفضائية لدراسة تركيزات ثاني أكسيد الكربون وتوزيعه في الغلاف الجوي. 
طُلب بناء أوه سي أوه 2 بعد فشل مركبة أوه سي أوه الأصلية في الوصول إلى مدارها المُخطط له. خلال إطلاق القمر الصناعي الأول على متن صاروخ «توراس إكس إل» في فبراير 2009، فشل غطاء الحمولة بالانفصال عن المركبة الفضائية ولم يعد لدى الصاروخ بعد ذلك قدرة تكفيه للدخول في مداره مع تلك الكتلة الإضافية. على الرغم من التعاقد لإطلاق توراس مرةً أخرى، أُلغي العقد بعد حدوث نفس العطل أثناء إطلاق قمر «جلوري» الصناعي بعد ذلك بعامين. 
باستخدام صاروخ «دلتا 2»، أطلقت شركة «ائتلاف الإطلاق المتحد» قمر أوه سي أوه 2 في بداية نافذة إطلاق مدتها 30 ثانية في الساعة 09:56 بالتوقيت العالمي المنسق في 2 يوليو 2014. أُطلق الصاروخ وفق تكوين «7320-10 سي» من مجمع الإطلاق الفضائي «2 دبليو» في قاعدة «فاندنبرغ» الجوية. أُلغيت محاولة الإطلاق الأولية في 1 يوليو الساعة 09:56:44 بالتوقيت العالمي المنسق قبل 46 ثانية من نهاية العد التنازلي بسبب اكتشاف خلل في نظام الإخماد المائي، المُستخدم لدفق المياه على منصة الإطلاق لإخماد الطاقة الصوتية أثناء الإطلاق. 
انضم أوه سي أوه 2 إلى مجموعة «القطار إيه» من الأقمار الصناعية، ليصبح القمر الصناعي السادس في المجموعة. يدور أعضاء القطار إيه من على مسافة قريبة جدًا من بعضهم في مدار متزامن مع الشمس، لإجراء قياسات متزامنة تقريبًا للأرض. كان من الضروري وجود نافذة إطلاق قصيرة مدتها 30 ثانية لتحقيق تموضع مناسب لتلك الأقمار. اعتبارًا من 19 سبتمبر 2016، كان القمر في مدار ذي حضيض بارتفاع 701.10 كيلومتر (435.64 ميل)، وأوج بارتفاع 703.81 كيلومتر (437.33 ميل) وزاوية ميلان قدرها 98.2 درجة. 
من المتوقع أن تكلف المهمة 467.7 مليون دولار أمريكي، ما يشمل تكاليف التصميم والتطوير والإطلاق والعمليات.

## قياسات عمود ثاني  أكسيد الكربون
بدلًا من قياس تركيزات ثاني أكسيد الكربون في الغلاف الجوي مباشرةً، يسجل أوه سي أوه 2 مقدار أشعة الشمس المُنعكسة عن الأرض التي تمتصها جزيئات ثاني أكسيد الكربون في عمود الهواء. يقوم أوه سي أوه 2 بإجراء قياسات في ثلاثة نطاقات طيفية مختلفة على أربع إلى ثماني مناطق مُتأثرة تبلغ أبعادها نحو 1.29 كيلومتر × 2.25 كيلومتر (0.80 ميل × 1.40 ميل) لكل منها. يُجمع حوالي 24 فحصًا في الثانية تحت أشعة الشمس وقد جُمع أكثر من 10% منها من مناطق خالية من السحب بهدف إجراء المزيد من التحاليل. يُستخدم نطاق طيفي واحد لقياسات عمود الأكسجين (نطاق إيه 0.765 ميكرون)، ويُستخدم اثنان لقياسات عمود ثاني أكسيد الكربون (النطاق الضعيف 1.61 ميكرون، النطاق القوي 2.06 ميكرون).
دُمجت القياسات الخوارزمية الاسترجاعية من النطاقات الثلاث لإنتاج كسور مولية للعمود المتوسط في الهواء الجاف لثاني أكسيد الكربون. لأنها كسور مولية في الهواء الجاف، لا تتغير هذه القياسات مع تغير محتوى الماء أو الضغط السطحي. نظرًا إلى أن نسبة الأكسجين الجزيئي في غلاف الجوي (أي باستثناء الأكسجين في بخار الماء) معروفة جيدًا وتساوي 20.95 %، يُستخدم الأكسجين كمقياس لعمود الهواء الجاف الكلي. للتأكد من ملائمة هذه القياسات مع تلك الخاصة بالمنظمة العالمية للأرصاد الجوية، تُقارن قياسات أوه سي أوه 2 بعناية مع قياسات شبكة رصد عمود الكربون الإجمالي (تي سي سي أوه إن).

## نتائج البيانات
تصدر بيانات المهمة للعامة من قبل مركز «جودارد» لخدمات ومعلومات البيانات العلمية لعلوم الأرض التابع لناسا (جيس ديسك). نتائج بيانات المستوى «1 بي» هي الأقل معالجةً وتحتوي على سجلات لجميع الفحوصات الذي جُمعت (حوالي 74000 لكل مدار). تحتوي نتائج المستوى 2 على تقديرات للكسور المولية للعمود المتوسط في الهواء الجاف لثاني أكسيد الكربون، بالإضافة إلى معاملات أخرى مثل الوضاءة السطحية وكمية الهباء الجوي. تتكون نتائج المستوى 3 من خرائط عالمية لتركيزات ثاني أكسيد الكربون التي طورها علماء أوه سي أوه 2. 